# Mi va di cantare/Questa sinfonia
Mi va di cantare/Questa sinfonia è il 19º singolo di Carmen Villani, il primo realizzato dalla Cetra (catalogo SP 1362) dopo l'abbandono della cantante della Bluebell Records, pubblicato nel 1968.

## I brani

### Mi va di cantare
Mi va di cantare è il brano presente sul lato A del disco. Ed è la cover dell'originale scritto da Vincenzo Buonassisi, Giorgio Bertero, Marino Marini e Aldo Valleroni, presentato al Festival di Sanremo 1968 da Lara Saint Paul e Louis Armstrong, abbinati l'uno all'altro, e 13º classificato.

### Questa sinfonia
Questa sinfonia è il brano presente sul lato B del disco. Ed è la cover italiana di Symphonie, che è un successo del francese F.R. David risalente all'anno prima. La versione di Carmen Villani verrà ripubblicata come retro dei singoli È la vita di una donna (1968) e Quelli belli come noi (1969). L'adattamento in italiano è di Leo Chiosso, mentre il testo originale è del duo Charden-Thomas e la musica del solo Éric Charden.

## Tracce
Lato A
1. Mi va di cantare (Festival di Sanremo 1968) – 2:03 (edizioni musicali Equipe)

Lato B
1. Questa sinfonia (Symphonie) – 2:17 (edizioni musicali Usignolo)

## Staff artistico
- Carmen Villani – vocalizzi[2], voce
- Giancarlo Chiaramello – direzione orchestrale